# Womanizer
Womanizer è un singolo della cantante statunitense Britney Spears, pubblicato il 26 settembre 2008 come primo estratto dal sesto album in studio Circus.
La canzone è stata prodotta dai The Outsyders e da K. Briscoe. Womanizer è il singolo dell'artista più venduto negli Stati Uniti d'America, con tre milioni di copie distribuite. In tutto il mondo ha venduto 6,5 milioni di unità.

## Pubblicazione
La canzone è stata pubblicata in radio il 26 settembre 2008 soltanto negli Stati Uniti e nel mondo come singolo. Inoltre, è stata pubblicata in Europa, Stati Uniti e Regno Unito tra i primi di ottobre e il 24 novembre 2008.
Secondo un comunicato stampa della Sony BMG Australia, Womanizer poteva essere aggiunta alla radio australiana dei brani dal 22 settembre al 7am australiano Eastern Standard Time. È stata poi pubblicata in Europa e nel Regno Unito rispettivamente il 14 e il 24 novembre.
Secondo Billboard, lunedì 29 settembre la canzone Womanizer è stata trasmessa durante una puntata della serie The Hills su MTV America. Inoltre, la canzone è stata presentata sul palco del programma X Factor il 26 novembre 2008.

## Descrizione
Spears, durante un'intervista per radio Z100, parla della canzone e dice: «È una canzone molto bella. Mi piace il fatto che punta a dar più potere alle donne, perché parla sostanzialmente di quando sappiamo bene cosa sta succedendo. Parla dei ragazzi che prendono in giro le ragazze e cose di questo tipo. È una sorta di inno femminile. Ecco perché mi piace.» È un brano musicale uptempo dal genere elettropop e dance pop.
La canzone è passata nella classifica Billboard Hot 100 dalla posizione n. 96 alla 1, bissando così lo stesso risultato del singolo di debutto della cantante di esattamente un decennio prima, Baby One More Time.

## Accoglienza
Popjustice.com descrive la canzone come un «brillante miscuglio di Toxic con i più interessanti momenti dell'ultimo album come Ooh Ooh Baby» e ne parla come «una delle sicure candidate al titolo di "Canzone dell'anno 2008"».

## Video musicale

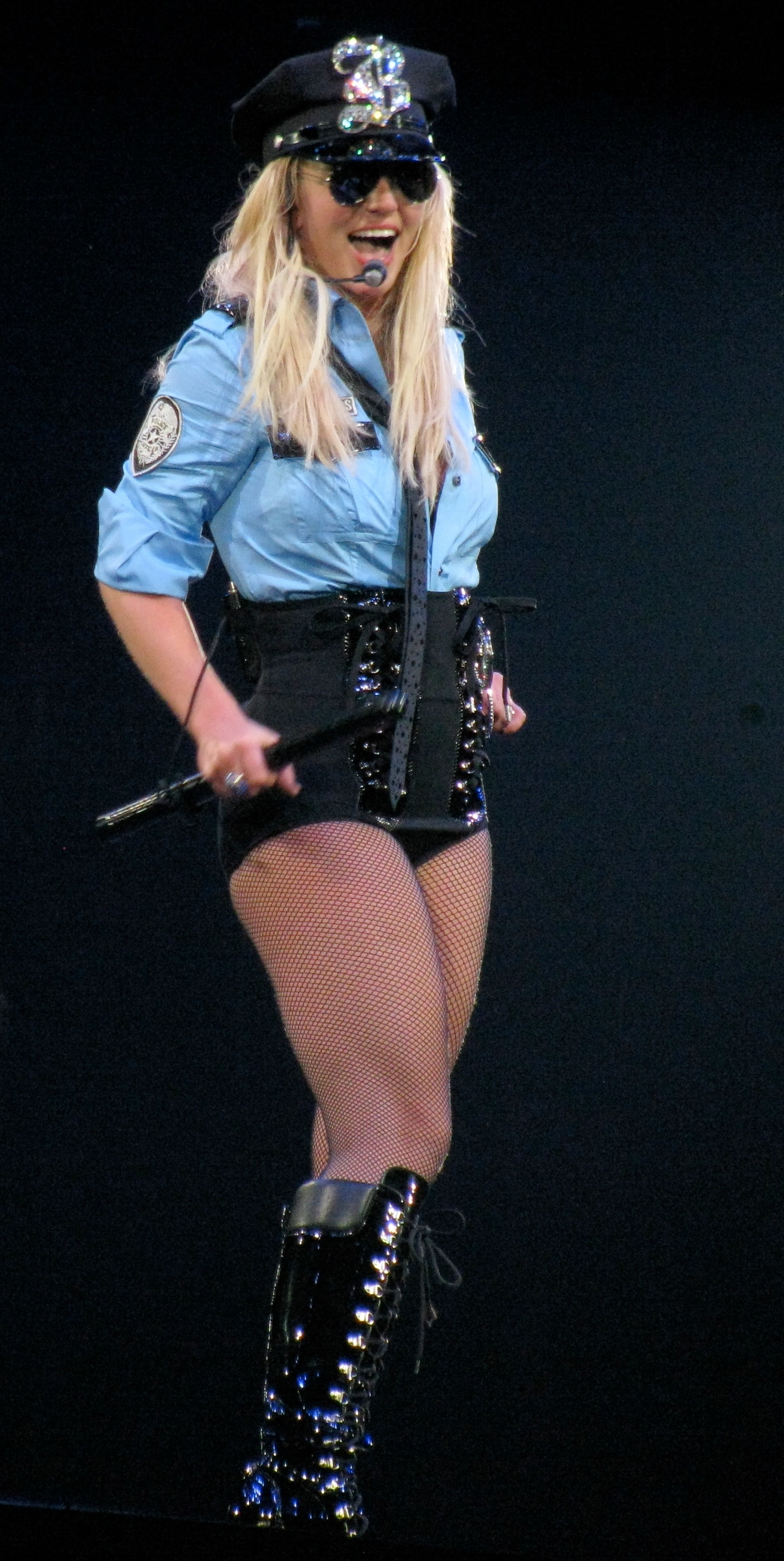
Spears si esibisce con Womanizer durante il suo quinto tour mondiale, The Circus: Starring Britney Spears.

Il video di Womanizer, girato il 24 e il 25 settembre 2008 a Los Angeles, è stato diretto da Joseph Kahn, che era già stato regista di due video precedenti di Spears, Stronger del 2000 e Toxic del 2004. La première del video è avvenuta il 16 ottobre 2008 su Total Request Live Italia. Una versione censurata è stata presentata il 10 ottobre 2008 sul programma della ABC 20/20 alla fine dello show. La versione integrale è stata invece mandata in onda da MTV nella stessa serata. Protagonista maschile del video è il modello Brandon Stoughton.
Il video comincia con una scritta d'apertura che richiama il titolo del singolo. Nell'introduzione la cantante si trova in una sauna completamente nuda, coprendosi il corpo con le mani. Queste scene vengono riprese per tutta la durata del video. Britney inizia a cantare in una cucina ultramoderna, dove sta preparando la colazione al suo uomo, vestita solo di una vestaglia, mentre questi si prepara per andare al lavoro.
Una volta in ufficio, l'uomo incontra una nuova segretaria, che in realtà è la stessa Spears sotto mentite spoglie: inspiegabilmente, la nuova segretaria comincia a flirtare con lui e a ballargli davanti mentre canta il ritornello. Successivamente si fa seguire presso una fotocopiatrice, dove stampa delle copie delle sue natiche. Sullo sfondo appare un uomo imbarazzato dalla situazione, lo stesso apparso nel video di Toxic nelle scene in cui un uomo obeso viene sedotto dalla hostess.
La scena passa in un ristorante, in cui Spears impersona una rossa cameriera. Arrivata al tavolo, si piega sopra di esso, per poi concentrarsi sul protagonista. Afferratolo per la cravatta, lo porta al centro del ristorante e balla attorno al suo uomo assieme ai ballerini. Nella scena successiva, le cameriere insieme ai clienti si mescolano, formando un'enorme massa danzante. La cameriera ne approfitta per baciare e sedurre il suo uomo, per poi condurlo nelle cucine, in cui lo getta su un bancone. Da lì, il nostro protagonista non può scappare: in un attimo la Spears-cameriera si getta sopra di lui, fino ad avvicinarsi alla sua bocca, pronta a baciarlo per sedurlo definitivamente. Ma, la cameriera decide di non regalargli questa soddisfazione, addentando invece una ciliegia in modo provocante. Infine, il ragazzo viene portato a casa sempre di Spears, stavolta travestita da chauffeur. La scena ricorda la prima parte del videoclip di Toxic: Spears, con abiti molto succinti e provocanti e il suo colore originale di capelli, nell'intento di sedurre un "povero malcapitato" (di bell'aspetto) in un ambiente chiuso (dove il contatto fisico risulta inevitabile). Lei inizia a baciarlo, guidando la macchina con un piede, finché non giungono a casa. Si susseguono nel frattempo scene del ragazzo nudo sotto la doccia e la cantante altrettanto svestita seduta estasiata a contemplarlo. Una volta entrati nella camera da letto, Spears gli mostra di essere le tre donne con cui ha flirtato per tutto il tempo, per poi attaccarlo, prima sotto le spoglie delle sue alter ego, e infine con la sua vera identità. Spears gli getta addosso una coperta e disfa il letto. Il video finisce con un primo piano sulla cantante sorridente e l'inquadratura iniziale, in cui viene riproposto il titolo del brano. Il 5 agosto 2009 sono state annunciate le nomination agli MTV Video Music Awards 2009, e Britney ne ha ottenute due per il video di Womanizer nelle categorie Video dell'anno e miglior video pop. Il 13 settembre 2009 Beyoncé si è portata a casa il trofeo per il Video dell'anno con Single Ladies (Put a Ring on It), ma Britney ha ottenuto la statuetta per il miglior video pop.
Il video ha ottenuto la certificazione Vevo.

## Tracce
Download digitale
1. Womanizer — 3:43

CD singolo 1 (Australia ed Europa)
1. Womanizer — 3:43
2. Womanizer (Strumentale) — 3:43

CD singolo 2 (Australia, Europa e Corea)
1. Womanizer — 3:43
2. Womanizer (Kaskade Mix) — 5:31
3. Womanizer (Junior's Electro Tribal Mix) — 8:47
4. Womanizer (Strumentale) — 3:43
5. Womanizer (Video)

EP dei remix (download digitale)
1. Womanizer (Kaskade Mix) — 5:31
2. Womanizer (Benny Benassi Extended) — 6:16
3. Womanizer (Junior's Tribal Electro Mix) — 8:47
4. Womanizer (Jason Nevins Club) — 7:31
5. Womanizer (Tonal Extended) — 5:29

EP dei remix (CD singolo)
1. Womanizer (Junior's Tribal Electro Mix) — 8:47
2. Womanizer (Kaskade Mix) — 5:31
3. Womanizer (Digital Dog Club) — 6:26
4. Womanizer (Digital Dog Dub) — 6:09
5. Womanizer (Digital Dog radio) — 3:15
6. Womanizer (Sodaboys remix) — 3:57
7. Womanizer (Main Version) — 3:43

The Singles Collection Boxset Single
1. Womanizer — 3:43
2. Womanizer (Kaskade Mix) — 5:31

## Classifiche

### Classifiche settimanali
| Classifica (2008-09) | Posizione massima |
| -------------------- | ----------------- |
| Australia            | 5                 |
| Austria              | 4                 |
| Belgio (Fiandre)     | 1                 |
| Belgio (Vallonia)    | 2                 |
| Canada               | 1                 |
| Danimarca            | 1                 |
| Europa               | 1                 |
| Finlandia            | 1                 |
| Francia              | 1                 |
| Germania             | 4                 |
| Giappone             | 7                 |
| Irlanda              | 2                 |
| Italia               | 7                 |
| Norvegia             | 1                 |
| Nuova Zelanda        | 9                 |
| Paesi Bassi          | 8                 |
| Regno Unito          | 3                 |
| Repubblica Ceca      | 6                 |
| Russia               | 9                 |
| Spagna               | 8                 |
| Stati Uniti          | 1                 |
| Svezia               | 1                 |
| Svizzera             | 2                 |
| Ucraina              | 9                 |

### Classifiche di fine anno
| Classifica (2008) | Posizione |
| ----------------- | --------- |
| Australia         | 40        |
| Regno Unito       | 33        |
| Svezia            | 35        |
| Stati Uniti       | 80        |
| Classifica (2009) | Posizione |
| Belgio (Friande)  | 33        |
| Belgio (Vallonia) | 21        |
| Canada            | 36        |
| Francia           | 22        |
| Germania          | 100       |
| Regno Unito       | 118       |
| Svezia            | 57        |
| Stati Uniti       | 39        |

## Premi
| Anno | Tipo di premio                   | Premio                             | Risultato |
| ---- | -------------------------------- | ---------------------------------- | --------- |
| 2008 | Virgin Media Music Awards        | Best Track                         | Nominata  |
| 2008 | InMusic Awards 2008              | Best Music Video                   | Vinto     |
| 2009 | MTV Video Music Awards Japan     | Best Female Video                  | Nominata  |
| 2009 | MTV Video Music Awards Japan     | Best Video of the Year             | Nominata  |
| 2009 | MYX Music Awards                 | Favorite International Music Video | Nominata  |
| 2009 | NRJ Music Awards                 | Video dell'anno                    | Vinto     |
| 2009 | International Dance Music Awards | Best Pop Dance Track               | Nominata  |
| 2009 | International Dance Music Awards | Best Music Video                   | Nominata  |
| 2009 | MTV Video Music Awards           | Video of the Year                  | Nominata  |
| 2009 | MTV Video Music Awards           | Best Pop Video                     | Vinto     |
| 2009 | Mtv Italian Music Awards         | Miglior video dell'anno            | Nominata  |
| 2010 | Grammy Awards                    | Best Dance Recording               | Nominata  |

## Date di pubblicazione
| Paese/Continente | Data             |
| ---------------- | ---------------- |
| Europa           | 3 ottobre 2008   |
| Nuova Zelanda    | 6 ottobre 2008   |
| Stati Uniti      | 7 ottobre 2008   |
| Australia        | 7 ottobre 2008   |
| Regno Unito      | 2 novembre 2008  |
| Germania         | 14 novembre 2008 |
| Francia          | 5 dicembre 2008  |

## Cover
- Womanizer è stata reinterpretata da tanti artisti. Una cover del brano è stata fatta anche dalla cantante Britannica Lily Allen la quale ha detto "veramente semplice, amo Britney e amo pure la canzone".[54] Una cover del brano è stata effettuata dalla band pop punk Sunset Takeover.
- Nel 2012 il cast di Glee ha effettuato una cover.